# Edvard Kocbek
Edvard Kocbek (Sveti Jurij ob Ščavnici bij Maribor, 27 september 1904 - Ljubljana, 3 november 1981) was een Sloveens schrijver, publicist en politicus. Hij wordt tot de belangrijkste intellectuelen van Slovenië van de 20e eeuw gerekend.
Kocbek werd in Sloveens Stiermarken (Sloveens: Štajerska) geboren. Na het gymnasium in Maribor begon hij daar  zijn studie theologie, maar liet dit na twee jaar vallen en begon aan een studie romaanse talen in Ljubljana.  Hier was hij enige tijd redacteur van het, onder jongeren populaire, katholieke tijdschrift Križ (Het Kruis). Na voortzetting van zijn letterkundestudie in Berlijn, Lyon en Parijs, waar hij in contact kwam met Emmanuel Mounier, werkte hij als docent Franse taal in Bjelovar, Varaždin en Ljubljana. Mede onder invloed van de Spaanse Burgeroorlog begon hij zich actief in het Sloveense culturele en politieke leven te mengen. Als overtuigd katholiek, die afwijzend stond tegen de fascisten in Italië en Spanje alsmede de politiek van Neville Chamberlain in München (1938) keerde hij zich fel tegen de Sloveense bisschoppen, die in de Spaanse Burgeroorlog de fascisten steunden. Hij werd een van de ideologische vertegenwoordigers van katholiek links en in die hoedanigheid redacteur van het progressief katholieke tijdschrift Dejanje (1938-1943), dat tot stand kwam na een strijd met het conservatieve blad Dom in svet.  
Na de inval van de Duitsers in 1941 in Joegoslavië trad Kocbek tot de partizanen toe. Zijn Partizanendagboek geldt tegenwoordig als belangrijke bron voor de bestudering van de bezettingstijd in Slovenië. Het door de communisten gemonopoliseerde verzet ten tijde van de Tweede Wereldoorlog instrumentaliseerde Kocbek om de katholieken aan de bevrijdingsstrijd te binden, en evenzozeer aan de machtsovername, die door de communistische partij werd nagestreefd. Kocbek zag reeds voor de oorlog, getuige zijn bijdragen aan Dejanje, het naderende onheil van de oorlog, de crisis van de democratie evenals van het christendom en werkte daarom loyaal mee in de Sloveense Bevrijdingsstrijd. Edvard Kocbek was een van de oprichters van het Sloveense Bevrijdingsfront, lid van de Anti-Fascistische Raad voor de Bevrijding van Joegoslavië en hij zou na de oorlog minister in de federale Joegoslavische regering zijn alsmede vicevoorzitter van het Sloveense parlement.  
In 1951 verscheen Kocbeks Strah in pogum (Angst en Moed), waarin ook het thema van de "domobranci" (vgl. Oostenrijkse Heimwehr) en hun lot centraal stonden. De domobranci waren voornamelijk in Zuidoost-Slovenië voorkomende burgerwachten, die door de (aanvankelijk Italiaanse, sinds najaar 1943 Duitse) bezetter ondersteund en bewapend werden. Deze vaak op dorpsniveau georganiseerde troepen bestreden de partizanen. Tijdens de bevrijding van Slovenië, vluchtten velen van deze foute landgenoten naar Oostenrijk, waarop de Britse legereenheden hen terug over de grens stuurden. Na terugkeer naar Joegoslavië wachtte velen de dood.   
Vanwege het aansnijden van dit thema werd Kocbek een publicatieverbod opgelegd, gedwongen gepensioneerd en tot aan zijn dood bewaakt.  
Wanneer Boris Pahor in 1975  met Kocbek over dit thema opnieuw een publiek gesprek voert, komt Kocbek wederom in aanvaring met de overheid. Alleen door bemoeienis van Heinrich Böll werd verdere repressie en arrestatie voorkomen.  
De honderdste verjaardag van Edvard Kocbek in een onafhankelijk Slovenië maakte de weg vrij voor een hernieuwde belangstelling en oriëntatie op leven en werk. Kocbek wordt tot de religieuze expressionisten gerekend. Zijn wijsgerige opvattingen leunen tegen het personalisme, waarbij de mate van invloed van Emmanuel Mounier omstreden is.